# Església de Grècia
L'Església de Grècia (en grec: Εκκλησία της Ελλάδος), és una de les més importants esglésies autocèfales integrades en la comunió ortodoxa. Fins a l'any 1833, depenia del Patriarcat de Constantinoble. El seu territori canònic inclou la Grècia amb les fronteres d'abans del 1833, aproximadament la meitat de territori grec. La resta de Grècia està subjecta al Patriarcat de Constantinoble, tot i que per un acord entre ambdues Esglésies s'accepta que l'Església Grega administra de facto la major part de les diòcesis per raons pràctiques.